# Jumper (elettronica)

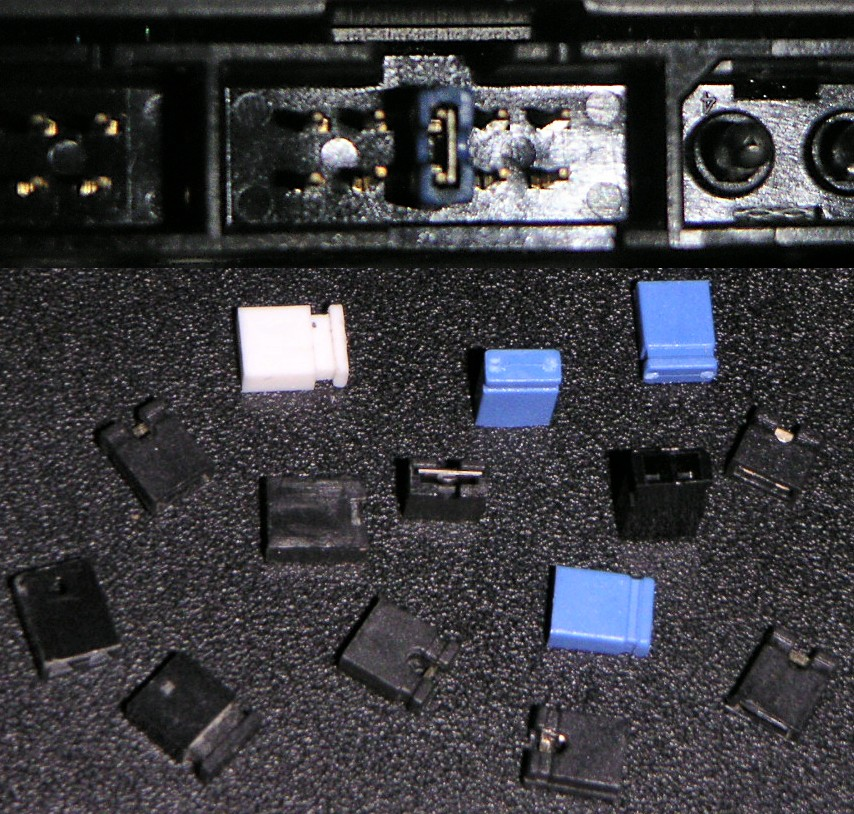
In alto: jumper posizionato su un disco fisso IDE.
In basso: jumper assortiti.

In elettronica, i jumper (o Shunt jumper) sono minuscoli ponticelli metallici (infatti in italiano si usa talvolta ponticello) utilizzati per cortocircuitare dei contatti (piedini) situati in punti prestabiliti di un circuito digitale, per attivare o disattivare funzioni diverse del circuito, previste in fase di progettazione dal disegnatore. I jumper erano largamente usati sulle schede madri dei computer e sulle periferiche collegate; un loro utilizzo ancora attuale è per l'assegnazione ad un disco rigido IDE del ruolo di master o slave. Sono utilizzati anche in circuiti analogici, per controllare sezioni del circuito tramite funzioni logiche; un tipico impiego di questo genere è nelle apparecchiature audio di classe elevata, in cui è possibile variare il guadagno o l'impedenza di uscita, per adattarli in modo ottimale agli altri elementi dell'impianto. 

## Funzionamento
Un jumper è costituito da un piccolo involucro di plastica, all'interno del quale è presente una linguetta di metallo (tipicamente rame o bronzo trattati galvanicamente); infilando con una leggera pressione un jumper sulla coppia di pin designati, si stabilisce un cortocircuito tra i due, attuato dalla linguetta di metallo premuta contro di essi dal contenitore plastico. Da decenni, l'interasse dei jumper è di 2,54 mm (0.100 pollici), corrispondente alla distanza tra due pin della componentistica elettronica Dual In Line (DIL).
Altri jumper in uso diffuso - più piccoli - sono quelli con interasse da 2.00 mm (0.079 pollici) e 1.27 mm (0.050 pollici).

## Storia
I jumper hanno iniziato a proliferare con l'avvento dei primi personal computer, nei quali permettevano ad un tecnico (o un utente esperto) di intervenire sulla configurazione hardware della macchina stessa. Col passare del tempo (verso gli anni novanta), i jumper hanno consolidato il loro ruolo fondamentale nella configurazione dei computer, divenendo tanto numerosi da rendere necessaria la loro organizzazione in DIP switch, che racchiudevano gruppi di jumper con funzioni strettamente correlate.
Il terzo millennio ha segnato una progressiva scomparsa dei jumper sulle motherboard, ritenuti a ragione scomodi dalla maggior parte degli utenti, in favore di una nuova generazione di hardware configurabile via software, anche grazie al consolidamento della tecnologia plug and play. La configurazione dell'hardware è stata così spostata dai banchi di jumper ai banchi di RAM non volatile, il cui aggiornamento permette di intervenire sui parametri di funzionamento senza dover accedere fisicamente alla periferica che si desidera regolare.